# Байрак, Константин Алексеевич
Константин Алексеевич Байрак (1913 — 1993) — советский нефтяник.

## Биография
Родился 15 (28 сентября) 1913 года в Баку (ныне Азербайджан). В 1936 году окончил АзНИ имени М. Азизбекова. Работал на бакинских промыслах, в тресте «Востокнефтедобыча» (1935—1939); главный инженер треста «Башнефть», управляющий трестом «Ишимбайнефть» (1939—1946); главный инженер ПО «Башнефть» (1946—1954); директор БашНИПИнефть, начальник НГДУ «Арланнефть» (1954—1961); работа в  Москве (1961—1993). С 1962 года — в СЭВ и Госплане СССР. Кандидат экономических наук (1962) (энциклопедия «Инженеры Урала»).
Один из первых организаторов ввода в разработку Арланского нефтяного месторождения. Внес вклад в развитие нефтедобычи в БАССР. Руководитель внедрения законтурного заводнения пластов на Туймазинском нефтяном месторождении.
Депутат ВС БАССР четвертого созыва, Октябрьский избирательный округ № 46, Октябрьский (1951 год).
Умер 24 февраля 1993 года в Санкт-Петербурге.

## Награды и премии
- Сталинская премия первой степени (1950) — за разработку и освоение законтурного заводнения Туймазинского нефтяного месторождения, значительно повысившего его нефтеотдачу
- орден Ленина (1971)
- орден Трудового Красного Знамени (1959)
- орден «Знак Почёта» (1944) (энциклопедия «Инженеры Урала»).
- медали